# Varfell
Varfell – osada w Anglii, w Kornwalii. Leży 4 km na północny wschód od miasta Penzance i 407 km na zachód od Londynu.